# Discorso sul metodo
Il Discorso sul metodo è la prima opera pubblicata da Cartesio in forma anonima e in francese nel 1637 a Leida  congiuntamente a tre saggi scientifici La diottrica, Le meteore, La geometria, dei quali costituisce la prefazione.  Il discorso è quindi da considerarsi come «un tutt'uno con i saggi».
Il titolo originale prova questo intento di unitarietà dell'opera: "Discours de la méthode pour bien conduire sa raison, et chercher la verité dans les sciences Plus la Dioptrique, les Meteores,  et la Geometrie qui sont des essais de cete Methode" (Discorso sul metodo per un retto uso della propria ragione e per la ricerca della verità nelle scienze più la diottrica, le meteore e la geometria che sono saggi di questo metodo.)
L'argomento dell'opera è indicato dallo stesso Cartesio:

## L'astrattezza del sapere
Cartesio ha fatto quasi un percorso socratico, perché dopo tutti i suoi studi non ha potuto concludere altro che sa di non sapere: «Mi trovai intricato in tanti dubbi ed errori, che mi sembrava di avere tratto nel tentativo di istruirmi un unico utile: la crescente scoperta della mia ignoranza».
Quindi racconta che non è soddisfatto della formazione culturale che ha ricevuto, eppure ha compiuto i suoi studi in quello che era ritenuto il miglior collegio della Francia, quello di La Flèche, tenuto dai padri gesuiti; ma ha l'impressione di aver ricevuto una cultura prevalentemente astratta che non gli ha dato delle certezze né il modo di risolvere i problemi della vita: «Mi si era fatto credere che con lo studio avrei acquistato una conoscenza chiara e sicura di tutto ciò che è utile alla vita»
Prova quindi a viaggiare nel "gran libro del mondo" per trovare dei principi universali atti a risolvere i problemi pratici dell'esistenza. E questo lo farà stando a diretto contatto con gli uomini, con l'esperienza dei fatti, quella per cui se si sbaglia si paga sulla propria pelle, al contrario dello studioso che può elaborare le sue speculazioni astratte non rischiando nulla se poi queste si rivelino errate come accade per colui che «chiuso nel suo studio, sta attorno a speculazioni di nessun effetto pratico, salvo quello forse, di renderlo tanto più vanitoso quanto più esse sono lontane dal senso comune, e quanto più ingegno e artificio egli ha dovuto impiegare per farle apparire verosimili».
Vuole allora trovare non solo un metodo teoretico che serva a distinguere il vero dal falso, ma anche un metodo pratico che dia concreti vantaggi.
Concezione questa che rappresenta un punto di contatto con la cultura rinascimentale caratterizzata dalla operosità del sapere. In Cartesio si può dire confluiscono i risultati dell'Umanesimo, che esalta l'individuo, e del Rinascimento dove l'uomo svela i segreti della natura che modifica a suo piacimento.

## Il gran libro del mondo
Il senso comune, la capacità di orientarsi e risolvere empiricamente le difficoltà della vita, dicono di averlo tutti e anche quelli che non si accontentano mai dicono però che di buon senso ne hanno molto. Buon senso o ragione, capacità di distinguere il vero dal falso tutti i popoli conosciuti nei suoi viaggi dicono di possederli ma Cartesio si accorge che non tutti usano il buon senso allo stesso modo, anzi presso alcuni i principi teorici che sono considerati validi per la pratica, da altri popoli sono stimati non adatti per risolvere i problemi concreti della vita. Allora, dice Cartesio, «Presi la decisione di studiare me stesso [...] e ci riuscii molto meglio, mi pare, che se non mi fossi mai allontanato dal mio paese e dai miei libri», precisando che «ormai, piuttosto, è giunto il momento, senza frapporre ulteriori indugi, poiché la vecchiaia sta avanzando, di ricercare questi principi validi per tutti all'interno di me stesso.
«Ma poiché questa intrapresa mi sembrava essere grandissima, ho atteso di aver raggiunto un'età che fosse così matura che non potessi sperarne un'altra dopo di essa [...] Ora dunque che il mio spirito è libero di ogni cura, e che mi son procurato un riposo sicuro in una pacifica solitudine mi applicherò seriamente e con libertà a distruggere generalmente tutte le mie antiche opinioni.»

## Il ritorno in se stesso
Tutti gli uomini nascono con lo stesso strumento: la ragione "lume naturale", che è per natura uguale per tutti: però se tutti gli uomini dicono di avere la stessa ragione perché alcuni sbagliano e altri no?
La ragione caratterizza tutti gli esseri umani, quindi il fatto che alcuni non sbaglino non dipende dal fatto che hanno più buonsenso di altri, ma dall'utilizzo del metodo giusto. 
Questi uomini quindi che non sbagliano non hanno una migliore capacità razionale rispetto agli altri, anzi, dice Cartesio, è talvolta peggiore, ma la loro ragione ha trovato un metodo che funziona e che potrebbe valere per tutti come per lui. Potrebbe valere, ma di questo non c'è certezza, perché pur essendo lo strumento lo stesso (la ragione), pur avendo lo stesso metodo, poi bisogna vedere come lo si usa.

## L'inventum mirabile
Nel "Discorso sul metodo" vediamo uno strano modo di procedere: Cartesio infatti, prima enuncia le regole del metodo poi le mette in discussione; sembrerebbe più logico che prima avesse discusso e analizzato e poi enunciato le regole. Egli invece fa il contrario: questo perché egli ha iniziato dall'analisi di problemi di geometria e fisica e ha scoperto che è possibile un'interpretazione matematica sia dell'una che dell'altra; cosicché due scienze che erano separate ora sono diventate un'unica scienza:
cioè tutta la quantità discreta, discontinua, la fisica; e tutta la quantità continua, la geometria, sono state unificate dall'interpretazione matematica.
Allora è proprio questo l'inventum mirabile, la scoperta meravigliosa e che cioè siamo di fronte a un processo di unificazione della scienza e questa scienza unica sembrerebbe essere la matematica.
Allora io conosco le regole del metodo matematico perché le ho usate e mi sono state utili, però potrebbe darsi che queste regole siano in effetti regole che appartengono non tanto alla matematica, non soltanto a lei, ma ad una scienza assoluta di cui la stessa matematica fa parte. Ma come farò a sapere se questa mia intuizione è giusta?
Dovrò mettere alla prova queste regole, le dovrò investire con un dubbio assoluto e non semplicemente matematico, e se ne escono fuori intatte vorrà dire che esse sono le regole della scienza unica, assoluta che avevo intuito. Cioè di una scienza che va oltre la matematica e a cui posso riportare ogni e qualsiasi tipo di realtà. Così attraverso la matematica ho ricavato delle regole che non sono solamente valide per la matematica, come credeva Galilei con il suo metodo sperimentale, ma che potrebbero costituire le regole del metodo di una scienza unica.
Così Cartesio pensa di avere intuito l'esistenza di una scienza assoluta che vada oltre la scienza matematica. Ma quale sarà la strada per arrivare alla verifica di queste regole?

## Le regole del metodo matematico
Le regole dunque, trovate operando matematicamente sono queste:
- L'evidenza:  «Il primo era di non prendere mai niente per vero, se non ciò che io avessi chiaramente riconosciuto come tale; ovvero, evitare accuratamente la fretta e il pregiudizio, e di non comprendere nel mio giudizio niente di più di quello che fosse presentato alla mia mente così chiaramente e distintamente da escludere ogni possibilità di dubbio».

Di non prendere mai niente per vero che non conoscessi essere tale per   evidenza   cioè basta che ci sia il minimo dubbio sull'oggetto sensibile che ho di fronte o sull'idea nella mia mente per considerarli entrambi falsi; di evitare la precipitazione e la prevenzione, cioè evitare di formarmi idee in modo prevenuto, vale a dire accettare idee già formulate. L'idea sarà invece senz'altro vera quando è chiara e distinta. Chiara,  quando è presente e manifesta ad uno spirito attento, distinta,   quando è precisa nei suoi contorni, che non siano cioè presenti in essa elementi che possano 
appartenere ad altre idee.
- L'analisi:  «Il secondo, di dividere ognuna delle difficoltà sotto esame nel maggior numero di parti possibile, e per quanto fosse necessario per un'adeguata soluzione» .

Dividere il problema in parti semplici, ciò che sto esaminando non deve essere studiato nella sua totalità perché altrimenti ci si perde nella sua complessità ma va analizzato nelle sue singole parti: dividendolo per quanto è necessario senza però frantumarlo in troppe parti.
- La sintesi: «Il terzo, di condurre i miei pensieri in un ordine tale che, cominciando con oggetti semplici e facili da conoscere, potessi salire poco alla volta, e come per gradini, alla conoscenza di oggetti più complessi; assegnando nel pensiero un certo ordine anche a quegli oggetti che nella loro natura non stanno in una relazione di antecedenza e conseguenza.»

Diviso per quanto è necessario il problema con l'analisi, usando la ragione bisognerà fare poi il percorso inverso, rimettere assieme le parti del problema da quelle più semplici a quelle più complicate.
- L'enumerazione (controllo dell'analisi) e la revisione (controllo della sintesi):  «E per ultimo, di fare in ogni caso delle enumerazioni così complete, e delle sintesi così generali, da poter essere sicuro di non aver tralasciato nulla.»

Non basta con la sintesi aver ricomposto il problema iniziale ora risolto,  ma bisogna controllare che durante l'analisi non si sia trascurato alcun elemento e infine la revisione, il controllo della sintesi: solo questa assicura che il risultato ottenuto sia valido.

## La morale provvisoria
Da questo punto Cartesio introduce il dubbio assoluto che mina alle fondamenta tutto il sapere; ma poiché sulla teoria si fonda la pratica se non c'è più un sapere sicuro non ci sarà neppure una morale sicura: quindi la necessità, sino a quando non sarà ricostruito l'edificio del sapere,  di costruirsi un riparo, un alloggio provvisorio e questo sarà appunto la morale provvisoria.
La ragione cioè lo obbliga, introducendo il dubbio assoluto a sospendere tutti i suoi giudizi ma questo significherebbe rinunciare anche alla morale, perciò deve costruire una morale provvisoria le cui regole deduce dall'istruzione gesuitica ricevuta:
- «obbedire alle leggi e ai costumi del proprio paese, osservando con fermezza la religione nella quale Dio mi aveva fatta la grazia di essere stato educato». Inoltre ispirare il proprio comportamento al modo di agire delle persone di più buon senso, più assennate, poiché, sostiene Cartesio quello che più conta sono le azioni e non le parole;
- sui problemi pratici più immediati, evitare gli eccessi e seguire la strada di mezzo, anche se non si è molto convinti.
- risolutezza nelle azioni, una volta decisa una strada percorrerla sino in fondo altrimenti si rischia di fare come chi si è perso e indeciso gira su sé stesso.
- quando infine si vede che le cose non vanno come uno desidera che vadano, allora, piuttosto che tentare di cambiare il mondo, conviene cambiare se stessi.[15]

## Il dubbio assoluto
Cartesio dunque, sinora ha proceduto nella strada della conoscenza prendendo per vero ciò di cui non era certo che fosse tale, costruendo il suo sapere su mattoni che si incrinano e si sfaldano. Bisogna ricominciare tutto da capo. Ed ormai non ha più tempo per rimandare quest'impresa, se ritardasse ancora rischierebbe di non condurla a termine. Se passasse in rassegna tutte le conoscenze che ha, e di cui dubita, e quindi iniziasse a distruggere tutte le conoscenze, non solo quelle che sono chiaramente false,  ma anche quelle che forse non lo sono, di cui cioè si possa dubitare che lo siano,  questo sarebbe un compito senza fine: ma, siccome se sono falsi i primi principi, è falso tutto il sapere che deriva da quelli, Cartesio minerà dalle fondamenta tutto l'edificio del sapere con il dubbio assoluto.

## Dal dubbio iperbolico alla certezza assoluta
La prima base su cui si fonda il sapere è la conoscenza sensibile: a volte questa non gli ha sempre dato la verità riguardo alle cose lontane per cui basta dire che se lo ha ingannato una volta potrebbe continuare a farlo: quindi, non si può accettare la conoscenza sensibile delle cose lontane poiché è dubitabile.
Ma c'è una conoscenza sensibile delle cose vicine, quella più immediata, come quella del mio stesso corpo che sarebbe difficile da mettere in dubbio a meno che non si sia pazzi.
Ma quante volte sognando ho creduto di avere la certezza sensibile del mio corpo, e il tutto invece, non era realtà ma sogno? Quindi non possiamo distinguere nettamente il sogno dalla veglia, perché anche quando sogniamo possiamo avere una sensazione forte del nostro corpo. Quindi si può dubitare anche della conoscenza sensibile più vicina.
In effetti tra sogno e veglia ci sarebbe una differenza: nella veglia è tutto nitido, mentre nel sogno tutto appare sbiadito e confuso. Potrei dire che nel sogno non c'è evidenza e quindi ritenerlo falso: ma il criterio dell'evidenza è valido ancora solo matematicamente e quindi non posso usarlo anche per questo caso. Dovrò aspettare che le regole del metodo superino il dubbio assoluto: il che ancora non è.
L'ultima ipotesi del sogno ha messo fuori gioco la conoscenza sensibile.
Ma come potrei dubitare che due più due facciano quattro? Il dubbio non sembra possibile sulle conoscenze matematiche. Ma ora si introduce il dubbio iperbolico, un dubbio che, come avviene per l'iperbole, si spinge all'infinito.
Potrebbe esserci un genio maligno che si diverte ad ingannarmi, che mi faccia apparire vero ciò che è falso e viceversa.

Il genio maligno però può ingannarmi su tutto meno sul fatto che 
- io  dubito  che ci sia lui che mi inganna su tutto,
- e poiché l'azione del dubitare rientra in quella del pensare,
- questo vuol dire che se io dubito, penso
- e il pensare appartiene a un  corpo   che sono   io   stesso:

La verità del cogito ergo sum è     evidente : e l'evidenza era la prima regola del metodo da cui derivavano le altre regole: quindi tutte le regole del metodo sono valide di una validità assoluta perché sono uscite indenni dal dubbio assoluto.
Quindi il metodo e le regole sono valide non solo per la matematica, ma appartengono a quella scienza assoluta di cui Cartesio aveva ipotizzato l'esistenza all'inizio della sua dimostrazione.

## La sconfitta del dubbio scettico
Cartesio ha dunque dimostrato che nel cogito ergo sum c'è una identità di conoscente e conosciuto, cioè il fatto che io penso che sono ingannato coincide con l'io pensato che viene ingannato, c'è cioè una perfetta identità tra l'io pensante e l'io pensato e quindi il dubbio scettico che dubitava di tutto meno del pensiero,  dubitava che all'idea corrispondesse la realtà, la cosa pensata, è stato definitivamente sconfitto. Cartesio ha una volta per tutte dimostrato che quando si ha un'idea evidente questa corrisponderà necessariamente alla realtà: appunto come accade con il cogito ergo sum.

## I risultati del cogito
- il criterio dell'evidenza;
- la sconfitta del dubbio scettico:
- la nascita del pensiero moderno: il pensiero è valido, vero, quando, essendo evidente, trova corrispondenza con la realtà.

### L'impossibilità dell'errore
Una volta in possesso del metodo Cartesio afferma che l'errore non potrà mai derivare dal pensiero, ma dalla intrusione della volontà nel pensiero: quando il pensiero è evidente è talmente perfetto che non può sbagliare, ma se c'è un errore ciò dipende dalla volontà che ha bloccato il pensiero introducendo un elemento estraneo al pensiero stesso.
La volontà che si intromette nel pensiero ci spinge a dare il nostro assenso ad un'idea che non era evidente ma confusa. L'intromissione della volontà nel pensiero non significa che l'errore è volontario; nessuno sbaglia volontariamente, ma la volontà ci spinge ad affermare ciò che l'intelletto concepisce confusamente.
L'errore sarebbe infine un'ulteriore prova del fatto che l'uomo è dotato di libero arbitrio, di scegliere cioè se debba o non debba dare il suo assenso alla volontà, quindi l'uomo ha la libertà di sbagliare così come quella di non sbagliare.

## Ancora un dubbio
Ma se il genio maligno non mi può più ingannare sul pensare potrebbe continuare a farlo sul contenuto del pensiero. Secondo Benedetto Croce qui Cartesio commette un errore linguistico. Egli crede che il pensare possa essere distinto dalle idee che il pensiero pensa. Ma questa distinzione è puramente nominale, verbale, perché in effetti non esiste pensare senza idee né idee senza pensare. Pensare è il complesso delle idee: ciò che esiste sono sempre e soltanto le idee.

## Le prove dell'esistenza di Dio
Per Cartesio dunque il genio potrebbe continuare l'inganno sulle idee, di cui egli distingue tre categorie: 
- le idee "innate"  che sono quelle sempre presenti dov'è presente il pensiero. Questo tipo di innatismo è virtuale, cioè le idee innate ci sono veramente quando c'è la possibilità del pensiero di pensarle (il feto non ha idee innate);
- le idee "avventizie" sono quelle delle cose esterne, che vengono dal di fuori (ad ventum);
- le idee "fittizie" (che Cartesio chiama "fattizie"[21]) quelle delle cose inventate, che noi stessi ci formiamo.

Su tutte queste idee il genio maligno potrebbe continuare ad ingannare;  se si riesce però a dimostrare che non esiste un genio maligno ma, al contrario, che c'è un Dio perfetto, quindi buono, e quindi veridico, che dice la verità, potrò essere sicuro che non solo il pensare ma anche il contenuto del pensare, le idee, siano vere.
Qui Cartesio ripropone argomentazioni già fatte in passato sulla dimostrazione dell'esistenza di Dio ma con una nuova validità: baserà la dimostrazione sulle regole del metodo:
- Prima prova: nel pensiero vediamo che le idee degli uomini non hanno niente di perfetto, tra queste idee imperfette, l'uomo ne scopre una perfetta che è l'idea di Dio; non posso credere che sia io la causa di questa idea, perché io sono causa di imperfezioni, allora questa idea perfetta me l'ha data un Dio perfetto: solo così l'idea risulta adeguata alla causa.
- Seconda prova: partendo dalla considerazione dell'esistente, io sono finito e imperfetto e ciò è dimostrato dal fatto che dubito. Se fossi io la causa di me stesso mi sarei date tutte le perfezioni contenute nell'idea di Dio, che possiedo. Nella mia mente cioè io possiedo un'idea di perfezione, che è l'idea di Dio: se mi fossi creato da solo avrei potuto crearmi secondo questo modello di perfezione, ma se io non sono come quel modello, questo vuol dire che non mi sono creato io, ma mi ha creato Dio che mi ha fatto finito e imperfetto pur dandomi l'idea innata, infinita e perfetta di Dio.
- Terza prova: si ripropone la prova ontologica di Sant'Anselmo: cioè se Dio è veramente un essere perfetto non può mancare di una caratteristica essenziale alla sua perfezione: quella dell'esistenza. L'essenza infinita e perfetta implica, coincide, racchiude in sé, l'esistenza.

## Il circolo vizioso
Secondo alcuni interpreti la dimostrazione razionale dell'esistenza di Dio non sarebbe valida; nel ragionamento di Cartesio vi sarebbe qualcosa che contraddice la logica, un diallele o circolo vizioso. Infatti:
- (A) l'idea perfetta di Dio è vera perché è chiara e distinta (regola dell'evidenza)
- (B) quindi esiste un Dio perfetto e veridico.

Partendo dall'idea di Dio che è perfetta ed è vera perché chiara e distinta (A) ha dimostrato l'esistenza di un Dio veridico (B) che conferma che non esiste il genio maligno. 
Quindi (B) è giustificato da (A)
- Ma poi l'esistenza del Dio perfetto (B)
- conferma che il criterio del pensiero chiaro e distinto, evidente (A) è vero.

Quindi prima la premessa (A) dimostra la conclusione (B) e poi la stessa conclusione (B) giustifica la premessa (A).

## Si riapre il problema della sostanza
Il cogito ergo sum di Cartesio introduceva la necessità che il pensiero chiaro e distinto, evidente, trovasse la sua corrispondenza nella realtà. Solo questo assicurava che si trattasse di vera razionalità e soltanto questo permetteva di superare il cosiddetto dubbio scettico che sosteneva di essere certo del proprio pensiero (come si può dubitare di sé stessi?) ma dubitava appunto che al pensiero corrispondesse la realtà che infatti si acquisisce attraverso i sensi che ce ne danno una falsa visione (come avevano insegnato gli antichi sofisti come Protagora).
Ora il criterio dell'evidenza, il punto di partenza del metodo cartesiano, ha sconfitto sì il dubbio scettico ma ha fatto nascere la necessità dell'esistenza di due mondi, quello del pensiero (cogito) e quello della realtà (sum). E ciascuno di questi due mondi deve necessariamente far capo a una sostanza. Ma con Cartesio le sostanze sono due: la res cogitans, il pensiero, e la res extensa, la realtà.
Questa si può intendere come una incoerenza: la sostanza è una e non può essere altro che una.
Cartesio pensa di superare questa difficoltà sostenendo che in effetti la sostanza è veramente unica: essa è Dio, creatore sia della realtà che del pensiero. Insomma la "res cogitans" e la "res extensa" hanno un denominatore comune che è Dio, di cui Cartesio si è premurato di dimostrarne razionalmente l'esistenza, incappando però nel "circolo vizioso".
Si riapre allora inevitabilmente il dibattito sulla sostanza, che affondava le sue radici nell'origine stessa della filosofia, negli antichi filosofi greci della natura: un alternarsi di soluzioni metafisiche del problema della sostanza che durerà per tutto il XVII secolo passando attraverso Thomas Hobbes, Baruch Spinoza, Gottfried Wilhelm von Leibniz sino alla dissoluzione della questione della sostanza da parte del pensiero empirista, specialmente da parte di John Locke.

## Edizioni italiane
- Discorso sul metodo, trad. di Adriano Tilgher, Bari, Laterza, 1914.
- Discorso sul metodo, a cura di Armando Carlini, Bari, Laterza, 1938.
- Discorso sul metodo, a cura di Gustavo Bontadini, Brescia, La Scuola, 1945.
- Discorso sul metodo, Introduzione note di Étienne Gilson, trad. di Enza Carrara, Collana Pensatori antichi e moderni n.3, Firenze, La Nuova Italia, 1940-1987.
- Discorso sul metodo, a cura di Guido De Ruggiero, Milano, Mursia, 1972.
- Discorso sul metodo, a cura di Italo Cubeddu, Collana Le idee, Roma, Editori Riuniti, 1978.
- Discorso sul metodo, trad. e note di Marcella Renzoni, Collana Oscar, Milano, Arnoldo Mondadori Editore, 1993; Introduzione di Carlo Sini, Collana Oscar Classici n.477, Milano, Mondadori, 2000.
- Discorso sul metodo, testo francese a fronte, a cura di Lucia Urbani Ulivi, Collana Testi a fronte n.59, Milano, Rusconi, 1997; Collana Testi a fronte, Milano, Bompiani, 2002.
- Discorso sul metodo, in Opere filosofiche, trad. di Maria Garin, a cura di Eugenio Garin, Bari, Laterza, 1986; a cura di Tullio Gregory, Roma-Bari, Laterza, 1998.
- Discorso sul metodo, trad. di Riccardo Campi, a cura di Davide Monda e R. Campi, Introduzione di Erika Frigeri, con un saggio di Èmile Faguet, Collana Classici del pensiero, Siena, Barbèra, 2007; Collana UEF. I Classici, Milano, Feltrinelli, 2012.
- Discorso sul metodo, trad. e cura di Emilio Mazza, Introduzione di Carlo Borghero, Torino, Einaudi, 2014, ISBN 978-88-062-1859-1.